# John A. Longo
John Albert Long (nascido em 1957) é um paleontólogo australiano que atualmente é Professor Estratégico de Paleontologia na Universidade Flinders em Adelaide, Sul da Austrália. Anteriormente, ele foi vice-presidente de pesquisa e coleções do Museu de História Natural do Condado de Los Angeles. Ele também é autor de livros científicos populares. Sua principal área de pesquisa é sobre os peixes fósseis da Formação Gogo do Devoniano Superior do norte da Austrália Ocidental. Ele rendeu muitos insights importantes sobre a evolução dos peixes, como Gogonasus e Materpiscis, sendo o último espécime crucial para a nossa compreensão das origens da reprodução dos vertebrados.
Seu amor pela coleta de fósseis começou aos 7 anos e ele se formou com doutorado pela Monash University em 1984, especializando-se na evolução dos peixes paleozóicos. Ele ocupou cargos de pós-doutorado na Universidade Nacional da Austrália (1984–85, Rothmans Fellow), na Universidade da Austrália Ocidental (1986–87, Prêmio Queen Elizabeth II) e na Universidade da Tasmânia (1988–89, ARC Fellow) antes de assumir um posição como Curador em Paleontologia de Vertebrados no Western Australian Museum (1989–2004), e depois como Chefe de Ciências no Museu de Victoria (2004–2009).

## Pesquisa paleontológica
A pesquisa paleontológica de Long envolveu trabalho de campo coletando e estudando peixes paleozóicos em toda a Austrália, Antártica, África do Sul, Irã, Vietnã, Tailândia e China. As primeiras pesquisas de Long levaram ao refinamento de um novo esquema bioestratigráfico para datar sequências paleozóicas em Victoria, Austrália.
A maior parte de sua pesquisa posterior concentrou-se na coleta e descrição de peixes Devonianos tridimensionais bem preservados da Formação Gogo, Austrália Ocidental. Suas principais descobertas em suas expedições de campo aos sítios fósseis de Gogo (1986–2008) incluíram o primeiro crânio completo de um peixe osteolepiforme, Gogonasus, e um novo espécime mostrando que Gogonasus tinha grandes espiráculos abrindo no topo de sua cabeça. Outras descobertas incluem vários novos tipos de dipnoans e artrodires, e a descoberta dos primeiros peixes Devonianos mostrando embriões dentro deles. Esta descoberta posterior, publicada na revista Nature (maio de 2008), foi a primeira vez que a reprodução por fertilização interna foi demonstrada na extinta classe Placodermi, e a evidência mais antiga de viviparidade em vertebrados já descoberta. Um dos espécimes, denominado Materpiscis, também foi o único fóssil conhecido a mostrar uma estrutura umbilical mineralizada ligada ao embrião ainda não nascido. A revista Nature fez um pequeno documentário sobre esta descoberta. Outros fósseis de peixes Gogo foram encontrados mostrando notável preservação de tecidos musculares 3-D, células nervosas e microcapilares, tornando este um dos locais mais extraordinários do mundo para preservação excepcional de fósseis desta idade
Uma das descobertas de Long, o placoderme Mcnamaraspis, fez história ao se tornar o primeiro emblema fóssil oficial do estado da Austrália quando foi declarado pelo governador como o emblema fóssil da Austrália Ocidental em 5 de dezembro de 1995.